# П'ятра (Констанца)
П'ятра (рум. Piatra) — село у повіті Констанца в Румунії. Входить до складу комуни Міхаїл-Когелнічану.
Село розташоване на відстані 195 км на схід від Бухареста, 26 км на північ від Констанци, 120 км на південь від Галаца.

## Населення
За даними перепису населення 2002 року у селі проживали 1347 осіб.
Національний склад населення села:
| Національність | Кількість осіб | Відсоток |
| -------------- | -------------- | -------- |
| румуни         | 1307           | 97,0%    |
| турки          | 35             | 2,6%     |

Рідною мовою назвали:
| Мова      | Кількість осіб | Відсоток |
| --------- | -------------- | -------- |
| румунська | 1321           | 98,1%    |
| турецька  | 23             | 1,7%     |